# Ivan Smilo Bohemus
Ivan II. Smilo Bohemus, češki biskup.

## Životopis
Rodom je bio Čeh. Bio je čanadski biskup do 1380. godine. Nakon što je kralj Žigmund s položaja zagrebačkog biskupa, svrgnuo Pavla Horvata, imenovao je svojeg čovjeka Ivana za novog biskupa, što je papa i prihvatio. Za vrijeme biskupovanja, sukobio se s Kaptolom zbog nekih posjeda. Kasnije je imao i oružani sukob s građanima zagrebačkog Gradeca povodom prava ubiranja pijacovine na gradskim sajmovima.
Kasnije je uveo godišnju skupštinu biskupskih predijalaca. Dao je izraditi prvi katalog inventara zagrebačke katedrale (do 17. ožujka 1394.) i time je udario temelje Metropolitanske knjižnice i katedralne riznice. Umro je nekada poslije 17. ožujka 1394. (datum sastavljanja inventara riznice), a najvjerojatnije sredinom 1394.